# Bricqueville-la-Blouette
Bricqueville-la-Blouette település Franciaországban, Manche megyében. Lakosainak száma 533 fő (2022. január 1.). Bricqueville-la-Blouette Gratot, Tourville-sur-Sienne, Heugueville-sur-Sienne, Orval-sur-Sienne, Saint-Pierre-de-Coutances és Coutances községekkel határos.

## Népesség
A település népességének változása:
| Lakosok száma | 300  | 442  | 525  | 530  | 564  | 561  | 554  | 544  | 538  | 533  |
|               | 1968 | 1982 | 1990 | 2006 | 2013 | 2015 | 2017 | 2019 | 2020 | 2022 |